# Chorisodontium leucopterum
Chorisodontium leucopterum là một loài Rêu trong họ Dicranaceae. Loài này được (Müll. Hal.) Roiv. mô tả khoa học đầu tiên năm 1937.